# Świątynia Cesarskich Przodków
Świątynia Cesarskich Przodków (太庙, pinyin Tàimiào) – dawna świątynia w Pekinie, położona po wschodniej stronie drogi łączącej Bramę Niebiańskiego Spokoju z Zakazanym Miastem, w której do upadku monarchii składano ofiary zmarłym cesarzom. Obecnie mieści się w niej Ludowy Pałac Kultury. Cały kompleks zajmuje powierzchnię 200,000 m².
Świątynię wzniesiono w 1420 roku. Jej układ architektoniczny został pomyślany jako odwzorowanie układu pałacu cesarskiego w Zakazanym Mieście, z bramą i rzeczką o siedmiu mostkach włącznie. Składa się z trzech następujących po sobie dziedzińców oddzielonych murem, na których wznoszą się pawilony. W głównym, wznoszącym się na trzystopniowym tarasie Pawilonie Przednim, cesarze pięć razy do roku oraz z okazji ślubów i koronacji składali ofiary zmarłym przodkom. W Pawilonie Środkowym przechowywane były tabliczki z imionami zmarłych.
W latach 20. XX wieku teren Taimiao został zamieniony w park miejski. W 1951 roku ulokowano tu siedzibę Ludowego Pałacu Kultury, a historyczne wnętrza zaadaptowano na potrzeby biblioteki, sali wystawowej, teatru i hali sportowej.